# Hiéroglyphe égyptien F22
L'arrière-train de félin, en hiéroglyphes égyptiens, est classifié dans la section F « Parties de mammifères » de la liste de Gardiner ; il y est noté F22.

## Représentation
Il représente l'arrière-train d'un félin (un lion [Panthera leo] ou un léopard [Panthera pardus]). Il est translittéré pḥwy ou pḥ. 

## Utilisation
| F22 | w | y |

| F22 | w | y |

d'où découle son utilisation en tant que phonogramme bilitère ou complément phonétique de valeur pḥ.
| k · f | A | F22 |

| k · f | A | F22 |

d'où découle son utilisation en tant que phonogramme trilitère ou complément phonétique de valeur kfȝ.
| a · r | t | F22 |

| a · r | t | F22 |

## Exemples de mots
| F22 | t · y · a |

| F22 | t · y · a |

| F22 · D54 |

| F22 · D54 |

| k · f | A | F22 · D54 |

| k · f | A | F22 · D54 |